# Калиник Александрийски
Калиник (на гръцки: Καλλίνικος Αλεξανδρείας) е гръцки духовник, александрийски патриарх от 1858 до 1861 година.

## Биография
Роден е със светско име Константинос Кипарисис (Κωνσταντίνος Κυπαρίσσης) през май 1800 година в Скотина, тогава в Османската империя, днес Гърция. Произхожда от големия гръцки род Кипарисис. Когато е на осем години, умира майка му и той попада под попечителството на Сосана, монахиня в метох на еласонския манастир „Света Богородица Олимпиотиса“. На 12 години заминава да учи в гръцкото училище в Царицани, което завършва в 1817 година. В 1820 година се замонашва в „Богородица Олимпиотиса“, а в 1821 година е ръкоположен за дякон. В 1829 година е ръкоположен за презвитер и изпратен в град Сяр, за да уреди имотите на тамошния метох на Олимпиотиса. Среща се с митрополит Порфирий Серски, който го взима за свой протосингел. В 1839 година Порфирий Серски го изпраща в Константинопол, за да обясни защо не е приел избора му за митрополит на Крит.
След успешното изпълнение на мисията минава на служба при митрополит Антим Кизически. В 1841 година митрополит Антим е избран за вселенски патриарх и Калиник е назначен за велик протосингел на патриаршията.
На 15 август 1843 година е ръкоположен за митилински митрополит, на който пост остава до март 1853 година. От март 1853 до 26 януари 1858 година е солунски митрополит. На 26 януари 1858 година, след смъртта на патриарх Йеротей II Сифниот е ръкоположен за александрийски патриарх. Прави неуспешни опити за единство с Коптската православна църква. Оттегля се от поста си на патриарх по здравословни причини на 24 май 1861 година и се връща на Лесбос.
Умира на 12 юли 1889 година в Митилини.